# Distretto di Shurugwi
Il distretto di Shurugwi, precedentemente conosciuto come Distretto di Selukwe, è uno degli 8 distretti che compongono la Provincia delle Midland nello Zimbabwe centrale.
Ha una popolazione di 121 619 abitanti di cui 98 315 abitano nella regione urbana di Shurugwi e gli altri 23.304 nelle zone rurali.

## Demografia
La maggior parte della popolazione del distretto di Shurugwi appartiene all'etnia Karanga ma ci sono anche piccole comunità Ndebele nelle zone di Rockford e Dlodlo, e altri ancora sono alcuni ex-impiegati di Zimasco di origini malawiane.

## Geografia
La regione è segnata dal Grande Dyke che la divide per metà, e la gran parte delle restanti aree sono fatte di terreni sabbiosi che possono sostenere l'agricoltura di sussistenza. il fiume Tokwe, chiamato dai locali anche come ''rovine di Tokwe'', si trova nel bel mezzo delle aree coltivabili di Rockford il che rende l'area un potenziale luogo di progetti agricoli.